# Gullängets kyrka
Gullängets kyrka är en kyrkobyggnad i Gullänget i Örnsköldsviks kommun. Den är församlingskyrka i Gullängets församling, Härnösands stift.

## Kyrkobyggnaden
Första kyrkan på platsen kallades "Lillkyrkan" och invigdes 15 juni 1958. 3 september 1983 fattade kyrkofullmäktige beslut att kyrkan skulle rivas.
Nuvarande kyrka uppfördes åren 1984-1985 efter ritningar av arkitekt Kjell E. Mattsson. 1 juni 1985 genomfördes invigningen av biskop Bengt Hallgren.
Kyrkorummets altarfönster och dopfönster har glasmosaiker som fanns i tidigare kyrka.
Vid kyrkans ingång finns en fristående klockstapel i vilken hänger två kyrkklockor.

### Webbkällor
- Information från Svenska kyrkan